# Peter von Goëss
Johann Peter II. hrabia von Goëss, baron zu Karlsberg und Moosburg (ur. 8 lutego 1774 we Florencji, zm. 11 lipca 1846 w Wiedniu) – austriacki prawnik i urzędnik, tajny radca i szambelan, prezes gubernium styryjsko-karynckiego, gubernator Galicji.

## Życie
Otrzymał staranne wykształcenie domowe. Od 1790 studiował prawo na Uniwersytecie Wiedeńskim (1790-1796), a następnie obrał karierę urzędniczą. Najpierw był komisarzem intendentury wojskowej dbającym o wyżywienie i kwaterowanie na terenie Włoch a potem Karyntii. Od 1801 był urzędnikiem, a od 1803 tajnym radcą i prezesem gubernium dalmatyńskiego, gdzie opanował klęskę głodu i zorganizował poprzez budowę dróg program robót publicznych. Swoją pensję w wysokości 6000 florenów kazał rozdać potrzebującym. Od 1804 zarządzał dobrami państwowymi w Karyntii. Po rozpoczęciu wojny francusko-austriackiej w 1805 współdziałał z Andreasem Hoferem, za co po zajęciu przez Francuzów Karyntii został przez nich aresztowany. W 1806 został prezesem gubernium styryjsko-karynckiego. W latach 1808–1809 był gubernatorem Triestu. W 1809 był naczelnym intendentem armii austriackiej operującej we Włoszech i dostał się w Padwie do niewoli francuskiej. Następnie był gubernatorem Galicji (marzec 1810 - marzec 1815) a następnie prowincji weneckiej (1815-1819). Przeniesiony do Wiednia był najpierw nadwornym kanclerzem lombardzko-weneckiej kancelarii dworskiej (1819-1823) a następnie pierwszym kanclerzem nadwornym (1823-1834). Jednocześnie był marszałkiem krajowym Dolnej Austrii i przewodniczącym Komisji Sądu Podatkowego ds. Spadków. W 1834 został cesarsko-królewskim marszałkiem nadwornym. Był także prezesem Towarzystwa Przyjaciół Muzyki (Gesellschaft der Musikfreunde) w Wiedniu, a także jednym ze współzałożycieli najstarszego istniejącego banku w Austrii (Erste Österreichische Sparkasse). Był także członkiem Akademii Sztuk Pięknych w Wiedniu, Akademii Sztuk Pięknych w Wenecji, Towarzystwa Krzewienia Rolnictwa, Historii Naturalnej i Studiów Regionalnych na Morawach i Śląsku, Towarzystwa Rolniczego w Styrii, Karyntii i Krainie.

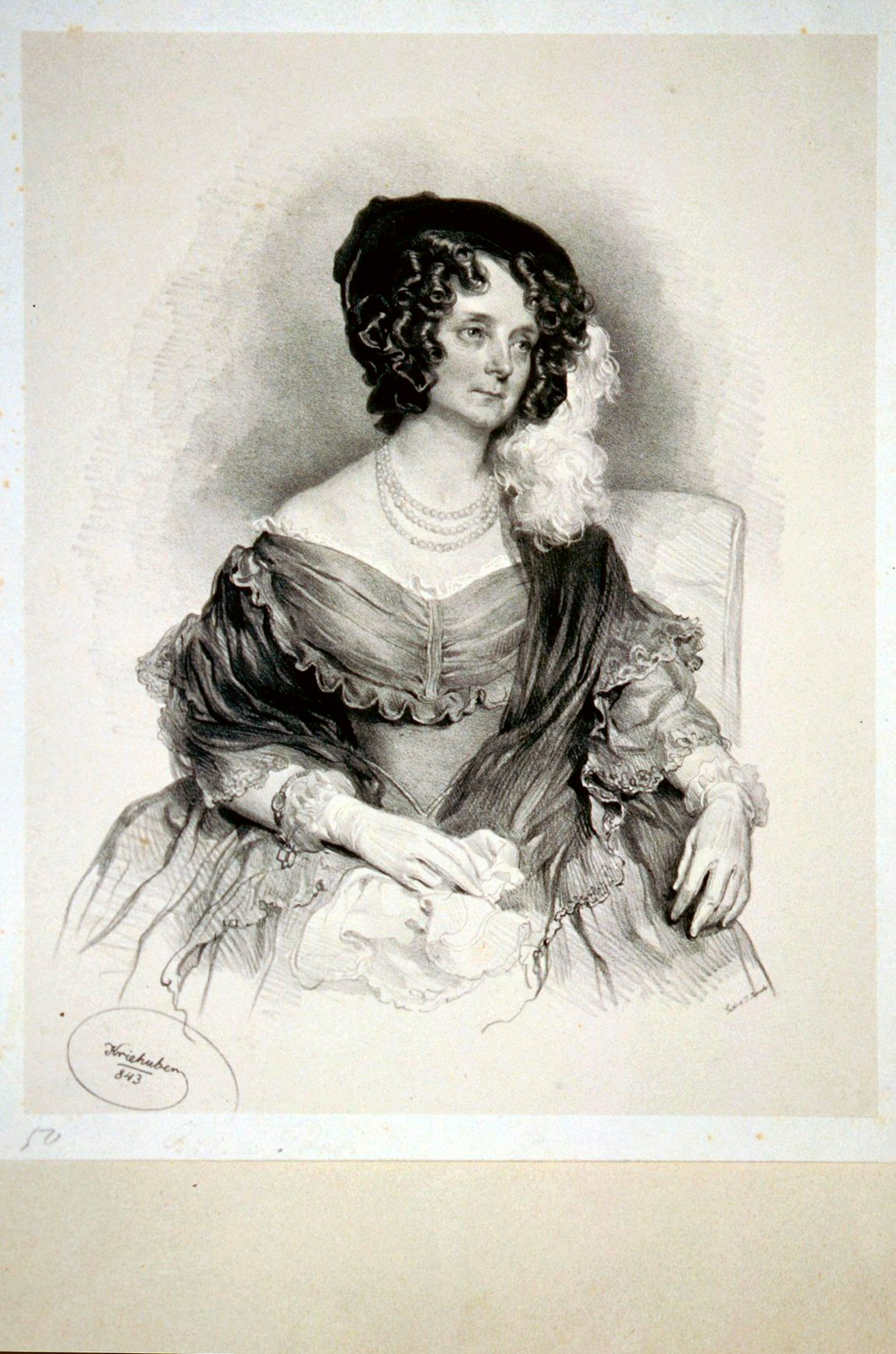
hrabina Isabella von Türheim, litografia Josefa Kriehubera (1843)

## Odznaczony
- Kawaler Orderu Złotego Runa (1830)[1]
- Kawaler Orderu Żelaznej Korony I klasy (1845)[1]
- Komandor Orderu Leopolda (1816)[2]
- Złoty Krzyż Honorowy Cywilny (1813)[2]
- Kawaler rosyjskiego Orderu św. Aleksandra Newskiego
- Kawaler rosyjskiego Orderu Orła Białego
- Krzyż Wielki Orderu Zasługi Korony Bawarskiej
- sycylijski Święty Konstantyński Order Wojskowy Świętego Jerzego

## Rodzina
Pochodził z rodziny o korzeniach portugalskich, która przez Flandrię przybyła do Austrii. Syn generała dywizji Johanna Karla Antona Goëssa (1728-1798) i hrabiny Marii Anny Christalnigg von und zu Gillitzstein (1751-1809). Jego bratem był Johann Karl (1775-1843). W 1799 ożenił się ze  swoją kuzynką Karoliną Freiin von Kaiserstein (1774–1803), która zmarła przy porodzie braci bliźniaków, z których jeden Josef Karl zmarł wkrótce, zaś drugi Johannes Karl w 1811.Powtórnie ożenił się w 1807  z hrabiną Isabellą von Thürheim zu Bibrachzell (1784–1855), z którą miał jednego syna Johanna Antona (1816-1887).